# Stowarzyszenie Oliwskie Słoneczko
Stowarzyszenie Oliwskie Słoneczko (SOS) – polskie stowarzyszenie działające na polu pomocy społecznej, zajmujące się dziećmi, młodzieżą i osobami starszymi. Posiada status organizacji pożytku publicznego.

## Działalność
Stowarzyszenie Oliwskie Słoneczko założone zostało 18 marca 2004 r. przez Roberta Zaborskiego – Kawalera Orderu Uśmiechu i jego pierwszego prezesa (do 2016). Zarejestrowane zostało 29 września 2004 r. w Gdańsku. W 2013 siedziba stowarzyszenia została przeniesiona do Lubinia. Od początku działalności SOS skupia się na prawidłowym zagospodarowaniu czasu wolnego dzieciom i młodzieży. Od 2004 r. zajmuje się organizacją letniego i zimowego wypoczynku dla dzieci. W latach 2005–2006 prowadziło Centrum Kultury Oliwskie Słoneczko z poradnictwem prawnym, logopedycznym, świetlicą popołudniową i pracownią internetową. W latach 2006–2011 prowadziło Słoneczną Akademię Internetową z kursami szkolenia z zakresu podstaw obsługi komputera i poruszania się po Internecie dla seniorów, z których skorzystało prawie 3.500 osób. Od 2005 r, organizuje koncerty i festiwale integracyjne „Gwiazdy Dzieciom” z udziałem największych gwiazd polskiej i zagranicznej sceny muzycznej. Od 2009 r. rozpoczęło wydawanie bajek pisanych przez dzieci o Słonecznych Misiach. W grudniu 2012 r. została wydana płyta z bajkami napisanymi przez dzieci, czytanymi przez znane postacie życia publicznego. W 2013 r. stworzyło pierwsze w kraju wiejskie kino 3D w Lubiniu. W latach 2014–2019 prowadziło Słoneczną Krainę z mini Zoo w Lubiniu. Od roku 2014 prowadzi Muzeum Tercetu Egzotycznego. W 2017 r. wprowadziło w życie swoją markę do organizacji eventów – Event Fabryka. Od 2018 r. prowadzi animacje w obiektach hotelowych.
W roku swego 20 lecia ( 2024 r.), otrzymało od KOWR zespół dworsko-parkowy w Starym Bojanowie. To tu powstanie Centrum Aktywności i Integracji Międzypokoleniowej. 

## Status OPP
Od 29 września 2004 r. stowarzyszenie ma statut organizacji pożytku publicznego. Jednym ze źródeł przychodów stowarzyszenia jest 1% podatku przekazywany przez polskich podatników na działalność wskazanych organizacji pozarządowych.

## Nagrody i wyróżnienia
- Nagroda Prezydenta Miasta Gdańska im. Lecha Bądkowskiego (2008)[3]

- Angelus – nagroda przyznawana przez powiat kościerski dla najlepszego animatora kultury (2009)[4]

- Nagroda Starosty Kościerskiego (2010)

- Tytuł „Maskotki Naj…” – na ogólnopolskim zjeździe maskotek w Rowach (2010)[5]

- Laureat Medalu im. Matki Teresy z Kalkuty (2011)[6]

- Laureat Konkursu Wolontariat na medal (2014)

- Laureat Konkursu Działania Godne Uwagi (2015)[7]

- Odznaka Specjalną „Przyjaciel Dziecka” Towarzystwa Przyjaciół Dzieci (2016)

- I miejsce w Konkursie na najlepszy obiekt turystyki na obszarach wiejskich w Wielkopolsce (2016)[8]

- Wyróżnienie w konkursie „Edmund 2018" w Powiecie Gostyńskim (2018)

## Honorowi członkowie
- 2006 – Izabella Skrybant–Dziewiątkowska, Krzysztof Rutkowski, Maciej i Jakub Molęda
- 2007 – Halina Kunicka, Stan Borys, Michał Rudaś
- 2008 – Halina Frąckowiak, Alicja Majewska, Zbigniew Wodecki, Włodzimierz Korcz, Piotr Tołysz
- 2009 – Justyna Steczkowska, br. Izaak Rafał Kapała, Artur Chamski, Krzysztof Kaczmarek, Michał Blok, Karol Świtalski
- 2010 – Anna Żebrowska, Nick Sinckler, Grupa S.W.A.T., Paweł i Łukasz Golec
- 2011 – Jacek Wójcicki, Tomasz Dolski, Conrado Yanez

## Projekty
- Gwiazdy Dzieciom
- Słoneczna Akademia Internetowa
- SOS na morzu
- Słoneczne Misie w akcji
- Lato z Oliwskim Słoneczkiem
- Zima z Oliwskim Słoneczkiem
- Europejskie Wakacje
- Ze Słoneczkiem do szkoły
- Kolędowanie z Gwiazdami
- Konwój św. Mikołaja
- Kraina Bajek
- Muzeum Tercetu Egzotycznego